# De re coquinaria

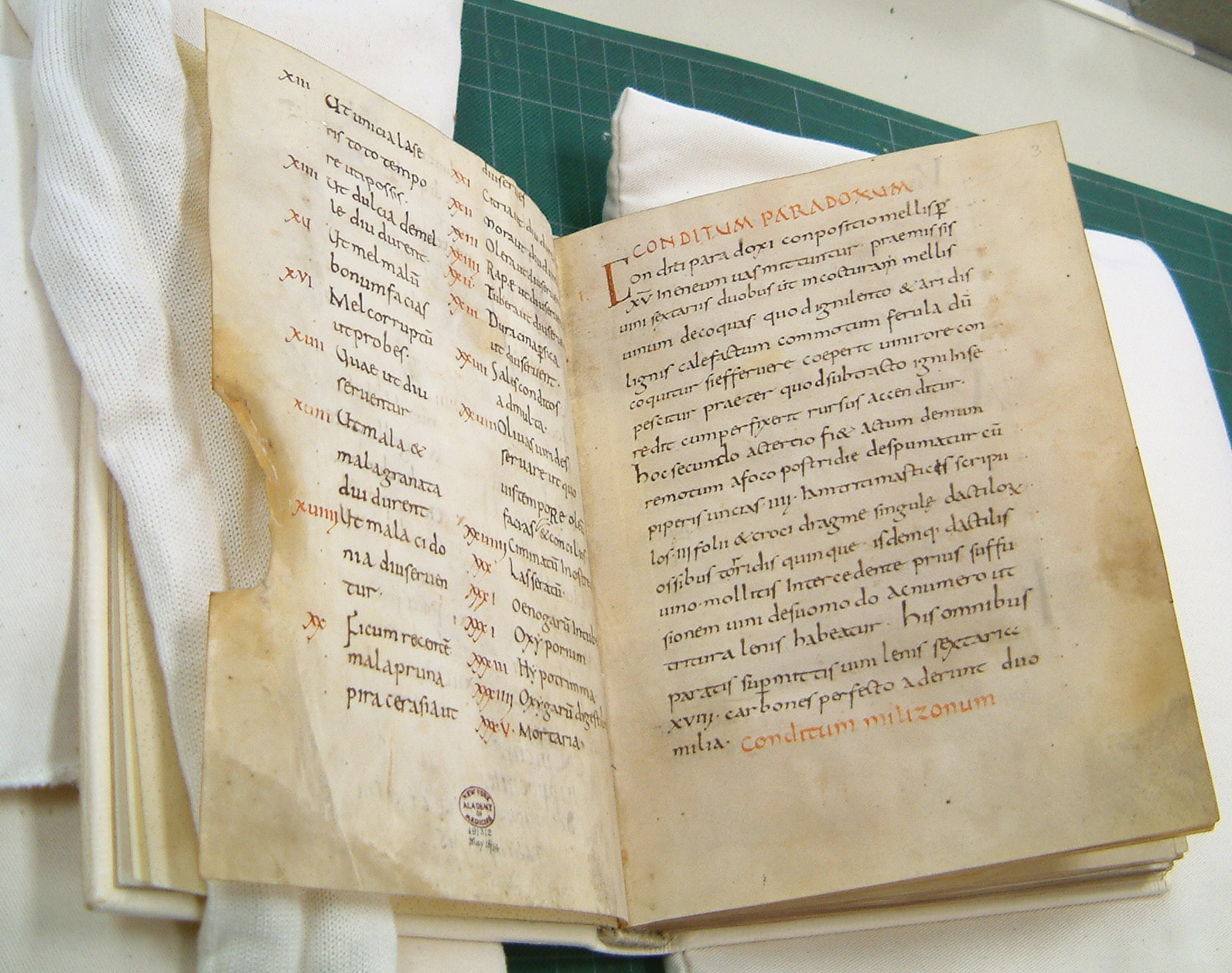
Apicius manuscrito do Mosteiro de Fulda do século IX

De re coquinaria (ou Ars Magirica, ou Apicius Culinaris) é um compêndio de receitas culinárias da Roma antiga, de autoria do gastrônomo Marcus Gavius Apicius (25 a.C. – 37 d.C.),  que ficou conhecido a partir de manuscritos organizados por monges de Fulda nos séculos VIII e IX e editados somente no século XIX. Originalmente escrito em latim, as receitas trazem exemplos de outras culinárias além da romana, como a grega por exemplo.

## O “livro de cozinha”
O livro traz recomendações terapêuticas e, para além de receitas,  é objeto de pesquisa sobre aspectos da sociedade do seu tempo e parte de um processo de "construção de saberes culinários". Uma tradição que teve início no período carolíngio e conta um total de vinte manuscritos — os três primeiros medievais e os dezessete seguintes renascentistas.

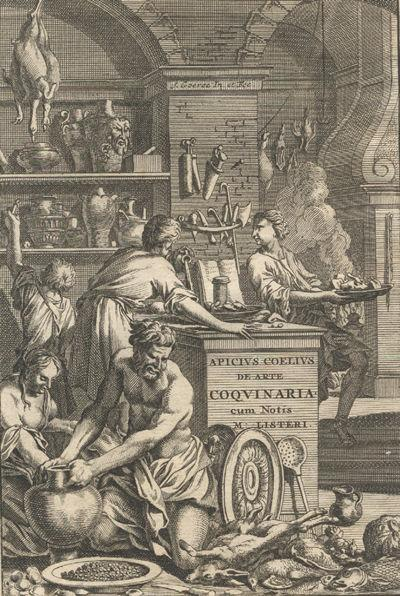
Frontispício da edição de "Apicii Coelii De opsoniis et condimentis" por Martin Lister (1709)

- I— Epimeles (trinta e cinco receitas de bebidas, molhos e condimentos)
- II—Sarcoptes(vinte e quatro modos de fazer embutidos e picadinhos)
- III—Cepvros (cinquenta e cinco maneiras de preparo e uso de vegetais)
- IV—Pandecter(cinquenta e cinco pratos compostos, entre eles, saladas, patinae[nota 1], minutalia[nota 2], sopas e caldos.
- V—Ospreon (trinta e uma receitas com legumes, grãos e mingaus
- VI—Trophetes (quarenta e um pratos com aves
- VII—Polyteles(setenta e sete pratos "suntuosos" como ofellae, vísceras, bulbos, carnes e alguns doces
- VIII—Tetrapus(sessenta e oito pratos de carne de quadrúpedes)
- IX—Thalassa (trinta e seis receitas com frutos do mar)
- X—Alieus (trinta e cinco receitas com peixes)
- XI— Apici Excerpta a Vinidarius[4] (lista de condimentos e trinta e uma receitas de pratos semelhantes aos dos outros dez livros.[1]